# Isaac Walraven
Isaac Walraven (Amsterdam, 23 marzo 1686 – Amsterdam, 11 marzo 1765) è stato un pittore olandese.

## Biografia e opere
Allievo di Jan Ebbelaer e Gerrit Rademaker, visse ad Amsterdam, dove fu pittore e incisore. Alcune sue opere, fra cui La morte di Epaminonda, sono conservate al Rijksmuseum di Amsterdam.